# Ignacy Kajetan Pomianowski
Ignacy Kajetan Pomianowski herbu Pomian  – cześnik opoczyński od 1782 roku, łowczy opoczyński w latach 1781–1782, miecznik opoczyński w latach 1776–1781, wojski mniejszy opoczyński w latach 1775–1776. Wylegitymowany w Galicji Zachodniej w 1804 roku.
Był komisarzem Sejmu Czteroletniego z powiatu opoczyńskiego województwa sandomierskiego do szacowania intrat dóbr ziemskich w 1789 roku. Był konsyliarzem województwa sandomierskiego w konfederacji targowickiej. 